# (1590) Tsiolkovskaja
(1590) Tsiolkovskaja ist ein Asteroid des Hauptgürtels, der am 1. Juli 1933 vom russischen Astronomen Grigori Nikolajewitsch Neuimin in Simejis entdeckt wurde. Das Objekt wurde jedoch bereits am 4. Oktober 1907 vom Wilfred Hall Observatorium, Preston, zum ersten Mal gesichtet.
Der Asteroid ist nach dem russischen Astronautiker Konstantin Eduardowitsch Ziolkowski benannt.